# 鹿児島県道55号栗野加治木線
鹿児島県道55号栗野加治木線（かごしまけんどう55ごう くりのかじきせん）は、鹿児島県姶良郡湧水町から姶良市に至る県道（主要地方道）である。

## 概要
九州自動車道栗野IC・横川IC・加治木IC と接続しているほか、九州自動車道ともほぼ全線で並走するルートをとるため、大型車を含め交通量は多い。

### 路線データ
- 起点：鹿児島県姶良郡湧水町木場（栗野橋交差点、国道268号交点）
- 終点：鹿児島県姶良市加治木町朝日町（加治木朝日町交差点、国道10号交点）

## 歴史
- 1993年（平成5年）5月11日 - 建設省から、県道栗野加治木線が栗野加治木線として主要地方道に指定される[1]。

## 路線状況

### 重複区間
- 鹿児島県道50号牧園薩摩線（霧島市横川町中ノ - 霧島市横川町中ノ・横川二石田交差点）

## 地理

### 通過する自治体
- 姶良郡湧水町
- 霧島市
- 姶良市

### 交差する道路
| 交差する道路                                 | 市町村名 | 市町村名 | 交差する場所   | 交差する場所                |
| -------------------------------------------- | -------- | -------- | -------------- | --------------------------- |
| 国道268号                                    | 姶良郡   | 湧水町   | 木場           | 栗野橋交差点 / 起点         |
| E3 九州自動車道                              | 姶良郡   | 湧水町   | 米永           | 22 栗野IC                   |
| 鹿児島県道443号幸田栗野線                    | 姶良郡   | 湧水町   | 米永           | 綿打橋交差点                |
| 鹿児島県道53号菱刈横川線                     | 霧島市   | 霧島市   | 横川町中ノ     | 横川山ノ口交差点            |
| 鹿児島県道449号横川停車場線                  | 霧島市   | 霧島市   | 横川町中ノ     | 横川向江町交差点            |
| 鹿児島県道50号牧園薩摩線 重複区間起点        | 霧島市   | 霧島市   | 横川町中ノ     |                             |
| E3 九州自動車道                              | 霧島市   | 霧島市   | 横川町中ノ     | 23 横川IC                   |
| 鹿児島県道50号牧園薩摩線 重複区間終点        | 霧島市   | 霧島市   | 横川町中ノ     | 横川二石田交差点            |
| 鹿児島県道455号紫尾田牧園線                  | 霧島市   | 霧島市   | 横川町中ノ     |                             |
| 鹿児島県道481号今別府牧園線                  | 霧島市   | 霧島市   | 溝辺町竹子     |                             |
| 国道504号                                    | 霧島市   | 霧島市   | 溝辺町有川     | 竹子入口交差点              |
| 鹿児島県道40号伊集院蒲生溝辺線               | 霧島市   | 霧島市   | 溝辺町有川     |                             |
| 鹿児島県道56号隼人加治木線                   | 姶良市   | 姶良市   | 加治木町小山田 |                             |
| E78 東九州自動車道 国道10号 / 加治木バイパス | 姶良市   | 姶良市   | 加治木町反土   | 加治木IC交差点 25 加治木IC  |
| 鹿児島県道466号加治木停車場線                | 姶良市   | 姶良市   | 加治木町諏訪町 |                             |
| 国道10号                                     | 姶良市   | 姶良市   | 加治木町朝日町 | 加治木町朝日町交差点 / 終点 |

### 交差する鉄道
- 肥薩線
- 日豊本線

### 沿線
- 湧水町役場
- 鹿児島県立加治木工業高等学校
- 鹿児島県立加治木高等学校